# Aquila di Arroscia
Aquila di Arroscia é uma comuna italiana da região da Ligúria, província de Impéria, com cerca de 211 habitantes. Estende-se por uma área de 10 km², tendo uma densidade populacional de 21 hab/km². Faz fronteira com Alto (CN), Borghetto d'Arroscia, Caprauna (CN), Nasino (SV), Onzo (SV), Ranzo.

## Demografia
| Variação demográfica do município entre 1861 e 2011                               |
|                                                                                   |
| Fonte: Istituto Nazionale di Statistica (ISTAT) - Elaboração gráfica da Wikipedia |